# Журавінець-Кольонія
Журавінець-Кольонія (пол. Żurawiniec-Kolonia) — село в Польщі, у гміні Острувек Любартівського повіту Люблінського воєводства.
Населення — 122 особи (2011).

## Демографія
Демографічна структура станом на 31 березня 2011 року:
|          | Загалом | Допрацездатний вік | Працездатний вік | Постпрацездатний вік |
| -------- | ------- | ------------------ | ---------------- | -------------------- |
| Чоловіки | 56      | 15                 | 34               | 7                    |
| Жінки    | 66      | 17                 | 32               | 17                   |
| Разом    | 122     | 32                 | 66               | 24                   |